# Bank of Zurich Building
Das Bank of Zurich Building ist ein Wolkenkratzer in Toronto, Ontario, Kanada. Das Gebäude verfügt über 25 Etagen und erreicht eine Höhe von 112 Metern. Das Gebäude befindet sich an der 400 University Avenue in der Innenstadt. Die Bauphase begann 1969 und wurde 1971 abgeschlossen. Das Gebäude verfügt über eine Tiefgarage mit 115 Parkplätzen. Es wurde von den Architekten von Page + Steele Inc. entworfen. Heute befindet sich in dem Gebäude der Hauptsitz der schweizerischen Zurich Insurance Group für Kanada.